# هوليداي نايت (ألبوم)
ليلة العطلة (بالإنجليزية: Holiday Night)‏ هو سادس ألبوم إستديو للفرقة الكورية الجنوبية غيرلز جينيريشن.أحتفالاً بالذكرى السنوية العاشرة على ترسيمهن. أصدر الألبوم رقمياً في 4 أغسطس 2017 وأصدرت نسخة السي دي في 7 أغسطس 2017 بواسطة إس إم إنترتينمنت. وإي سو مان كان المنتج التنفيذي للألبوم.
الألبوم يضم عشرة أغاني من نوع البوب بشكل عام، منها الأغنيتين الرئيستين الفرديتين «هوليداي» و «آول نايت»، والتي تم إصدارها بالتزامن مع الإصدار الرقمي للألبوم. بلغ الألبوم ذروته في المركز الثاني على مخطط غاون للألبومات وباع أكثر من 160.000 نسخة مادية اعتباراً من سبتمبر 2017. وصل الألبوم أيضاً إلى قمة مخطط بيلبورد للألبومات ومخطط جي-ميوزك التايواني وظهر في المخططات الموسيقية لأستراليا وفرنسا واليابان ونيوزيلندا.

## معلومات
ألبوم هوليداي نايت يتكون من 10 أغاني. أول أغنية «آول نايت» كتبت من قبل «كنزي»، الذي كتب أغنية ترسيمهن «إلى العالم الجديد» في حين أن الأغنية الثانية «هوليداي» شاركت في كتابتها العضوة سوهيون وكتبت سوهيون أغنية «سويت تولك» كذلك. بينما أغنية «إتس يو»، كانت تكريماً لمعجبين الفرقة وقد كُتبت الأغنية من قبل العضوة يوري.

## الإصدار والترويجات
في 4 يوليو 2017، تم الإعلان عن إصدار ألبوم غيرلز جينيريشن السادس في أغسطس 2017 للأحتفال بالذكرى السنوية العاشرة لتأسيس الفرقة. في 27 يوليو، تم الكشف عن عنوان الألبوم ليكون «هوليدي نايت»، نفس اسم الأغنية المنفردة للألبوم. تم إصدار الألبوم ومقاطع الفيديو كليب الفردية الخاصة به على الإنترنت في 4 أغسطس، بينما النسخ المادية للألبوم أصدرت في 7 أغسطس 2017.
للأحتفال بالذكرى السنوية، عقدت الفرقة لقاءاً جماهيرياً بعنوان «هوليدي تو ريميمبر» في 5 أغسطس 2017 في القاعة الأولمبية، حيث قدمن عروض لأغنية «هوليدي» و «أول نايت» و «ون لاست تايم» للمرة الأولى.
كانت ترويجاتهن في البرامج الموسيقية قليلة ولمدة ثلاثة أيام فقط (10 و12 و13 أغسطس) حيث قررن إنهاء ترويجاتهن سريعاً. وأعلنت وكالة إس إم إنترتينمنت بتاريخ 11 أغسطس 2017 بأن آدائهن في برنامج إنكيغايو  في 13 أغسطس، سيكون آخر آداء لهن بألبوم هوليداي نايت.

## الأداء التجاري
باع الألبوم أكثر من 90.000 نسخة في غضون أسبوع واحد بعد إصداره، متجاوز بذلك ألبوم ذا بويز، بأعتباره الألبوم الكوري الأسرع مبيعاً لغيرلز جينيريشن. ظهر الألبوم لأول مرة على القمة في مخطط بيلبورد العالمي للألبومات، وبلغت ذروتها في المرتبة الثانية على مخطط غاون للألبوم.
كان الألبوم الثامن عشر الأكثر مبيعاً لعام 2017 بعدد 167،638 نسخة مادية.

## أغاني الألبوم
| 1.            | "غيرلز آر باك"                                 | جو يون-كيونغ ليم جونغ-هيو                                                                                                  | دييز آن جوديث ستوك ويك كريستوفر "تشي" جمال بوب                                           | 3:31  |       |       |       |       |       |       |       |
| 2.            | "آول نايت"                                     | كينزي | أوليبوب (ذا كينيل) دانيل سيزل (سيزل ولوي) لودويغ ليندل (سيزل ولوي) هايلي إيتكن           | 3:46  |       |       |       |       |       |       |       |
| 3.            | "هوليداي"                                      | سوهيون جي كيو (ماكيومين ووركس) كيم هاي-جونغ (ماكيومين ووركس)                                                               | لورانس لي مارتا غراويرز ( sv ) لويز فريك سفين                                            | 3:24  |       |       |       |       |       |       |       |
| 4.            | "فان"                                          | كينزي | كينزي                                                                                    | 3:56  |       |       |       |       |       |       |       |
| 5.            | "أونلي ون"                                     | جيون جي يون (8 يناير (استوديو لالالا)) هوانغ سيون-جيونغ (8 يناير (استوديو لالالا)) كيم جيونغ-مي (8 يناير (استوديو لالالا)) | أندرياس أوبيرغ ماريا ماركوس غوستاف كارلستروم ( sv )                                      | 3:22  |       |       |       |       |       |       |       |
| 6.            | "ون لاست تايم"                                 | مافلي (جومباس) لي هي-جو (استوديو لالالا)                                                                                   | مايكل وودس (رايس اند بيز) كيفن وايت (رايس اند بيز) أندريو بزي (رايس اند بيز) إم زي إم سي | 3:40  |       |       |       |       |       |       |       |
| 7.            | "سويت تولك"                                    | سوهيون | واسيلي غرادوفسكي كارولين جوردان أليس بنروز                                               | 3:26  |       |       |       |       |       |       |       |
| 8.            | "لوف إز بيتر"                                  | هوانغ هيون (مونوتري) | هوانغ هيون (مونوتري) مايو واكيساكا                                                       | 3:43  |       |       |       |       |       |       |       |
| 9.            | "إتس يو" ((هانغل: 오랜 소원; ر.ر: أورين سوون)) | يوري | كيفن تشارج (تي جي بوبليشنغ) كلير رودريغز لي (هوكلاين وسينغر ميوزك)                       | 3:59  |       |       |       |       |       |       |       |
| 10.           | "لايت آب ذا سكاي"                              | كينزي | كينزي إريك ليدبوم ( simple ; ja )                                                        | 4:01  |       |       |       |       |       |       |       |
| المدة الكلية: | المدة الكلية:                                  | 36:03 | 36:03                                                                                    | 36:03 | 36:03 | 36:03 | 36:03 | 36:03 | 36:03 | 36:03 | 36:03 |

## المخططات
| مخططات (2017)                                       | المركز |
| --------------------------------------------------- | ------ |
| المخطط الأسترالي للألبومات الرقمية (أريا)           | 30     |
| المخطط الفرنسي للألبومات الرقمية (إس إن إي بي)      | 58     |
| المخطط الياباني للألبومات الساخنة (بليبورد اليابان) | 19     |
| المخطط الياباني للألبومات (أوريكون)                 | 16     |
| المخطط النيوزلندي للألبومات (آر إم إن زيت)          | 6      |
| المخطط الكوري الجنوبي للألبومات (غاون)              | 2      |
| المخطط الأمريكي لألبومات هيتسيكرز (بيلبورد)         | 5      |
| المخطط الأمريكي لألبومات العالم (بيلبورد)           | 1      |

## المبيعات
| البلدة                | المبيعات |
| --------------------- | -------- |
| كوريا الجنوبية (غاون) | 167,638  |

## تاريخ الإصدار
| المنطقة           | التاريخ      | الصيغة     | الوكالة                       |
| ----------------- | ------------ | ---------- | ----------------------------- |
| جميع أنحاء العالم | 4 أغسطس 2017 | تحميل رقمي | إسم إم إنترتينمنت، جيني ميوزك |
| كوريا الجنوبية    | 7 أغسطس 2017 | سي دي      | إسم إم إنترتينمنت، جيني ميوزك |

## روابط خارجية
- هوليداي نايت على موقع أول موفي (الإنجليزية)